# Universos paralelos (álbum)
Universos paralelos es el tercer álbum de estudio del grupo musical mexicano Jotdog, fue lanzado el 6 de noviembre de 2015 en descarga digital por el sello discográfico OCESA Sei Track. El álbum consta de catorce pistas, incluidas dos en las que el grupo canta en colaboración con los artistas Ale Sergi y Liquits. El único sencillo lanzado fue «Celebración» el 2 de junio de 2015.

## Lista de canciones
| N.º   | Título                        | Escritor(es)                  | Duración |  |
| 1.    | «Wannabe»                     | María Barracuda Jorge Amaro   | 3:37     |  |
| 2.    | «Ando Lonely (feat. Liquits)» | Barracuda Amaro               | 3:36     |  |
| 3.    | «Secreto Perfecto»            | Barracuda Amaro               | 3:00     |  |
| 4.    | «Universos Paralelos»         | Barracuda Amaro               | 3:40     |  |
| 5.    | «Engrapar (feat. Ale Sergi)»  | Barracuda Amaro               | 4:10     |  |
| 6.    | «Flotando»                    | Barracuda Amaro               | 4:08     |  |
| 7.    | «Celebración»                 | Barracuda Amaro Daniel Aceves | 3:35     |  |
| 8.    | «Deserédame»                  | Barracuda Amaro               | 3:27     |  |
| 9.    | «Raros»                       | Barracuda Amaro               | 2:35     |  |
| 10.   | «Día de Furia»                | Barracuda Amaro               | 4:03     |  |
| 11.   | «Descontrol»                  | Barracuda Amaro               | 3:31     |  |
| 12.   | «Adiós»                       | Barracuda Amaro               | 3:21     |  |
| 13.   | «Ando Lonely»                 | Barracuda Amaro               | 3:37     |  |
| 14.   | «Engrapar»                    | Barracuda Amaro               | 4:12     |  |
| 48:32 |                               |                               |          |  |

## Nominaciones
| Año  | Entrega       | Categoría            | Nominación          | Resultado | Ref.  |
| ---- | ------------- | -------------------- | ------------------- | --------- | ----- |
| 2015 | Grammy Latino | Mejor Álbum Pop/Rock | Universos paralelos | Nominado  | [ 2 ] |

## Historial de lanzamiento
| País    | Fecha                  | Formato(s)       | Sello           | Ref.  |
| ------- | ---------------------- | ---------------- | --------------- | ----- |
| Mundial | 6 de noviembre de 2015 | Descarga digital | OCESA Sei Track | [ 3 ] |